# Johan Stensson Rothman
Johan Stensson Rothman (* 24. Februar 1684 in Växjö; † 20. Juli 1763 ebenda) war ein schwedischer Mediziner und Lehrer sowie Privatlehrer von Carl von Linné.

## Leben
Rothman begann 1703 an der Universität Uppsala u. a. bei Olof Rudbeck der Jüngere und Lars Roberg zu studieren, die beide später nach und nach Lehrer Linnés wurden. Nach Abschluss des Studiums reiste er 1713 in die Niederlande und legte an der Universität Harderwijk seine Doktorprüfung ab. Seine Disputation Observatt. circa nuperam pestem Stockholmensem verteidigte Rothman dort ebenfalls und tat anschließend Dienst im Krankenhaus von Leiden. Nach seiner Rückkehr aus Leiden im Jahr darauf und nach Ablegung seiner praktischen Arztprüfung wurde er Provinzarzt im Staatsauftrag (provinsialläkare) in Kronobergs län. Nachdem König Karl XII. die Löhne der Provinzärzte eingezogen hatte, entschied der Ständereichstag von 1719, dass Rothman weiterhin seinen Lohn erhalten solle, wenn er sich im Gegenzug dazu verpflichte, am Gymnasium in Växjö zu unterrichten. Rothman kam der Verpflichtung nach und war somit seit 1720 Lehrer am dortigen Gymnasium. Zusätzlich arbeitete er als Provinzarzt weiter, und obwohl er bereits 1749 erblindete, praktizierte er noch bis 1755 als Arzt.
Der schwedische Naturforscher Göran Rothman war sein Sohn und eines von insgesamt zwölf Kindern.